# 미우나 고우나 (2007년 드라마)
《미우나 고우나》는 2007년 9월 3일부터 2008년 5월 2일까지 방영된 한국방송공사 1TV 일일연속극으로, 각기 다른 재혼 가정을 소재로 가족의 의미를 되새겨주는 밝고 건강한 홈드라마이다. 또한 KBS에서 마지막으로 제작된 4:3 비율 SD 드라마이다.

## 등장 인물

### 주요 인물
- 김지석: 강백호 / 봉백호 역 - 날라리 백수건달→ 봉쥬르 식품 계약직사원→봉쥬르 식품 본부장, 단풍의 연인→단풍의 남편
- 한지혜: 나단풍 역 - 봉쥬르 식품 마케팅 팀장, 백호의 연인→백호의 아내, 나선재의 여동생, 수아의 시누이
- 조동혁: 나선재 역 - 펀드 매니저→봉쥬르 식품 기획본부장, 단풍의 오빠, 수아의 남편
- 유인영: 봉수아 역 - 재벌가 아가씨, 봉쥬르 식품 외동딸, 선재의 아내, 백호의 이복동생
- 이영은: 황지영 역 - 동물병원 원장, 결혼까지 약속했던 선재에게 파혼당함, 우진의 연인

### 백호네 집
- 김영옥: 최봉래 역 - 만수의 어머니, 백호와 수아의 친할머니
- 이정길: 봉만수 역 - 봉쥬르 식품 대표, 수아의 아버지이자 백호의 생부, 봉래의 아들
- 김해숙: 오동지 역 - 백호의 어머니, 만수의 두번째 부인, 수아의 계모

### 단풍이네 집
- 강인덕: 나기태 역 - 건설교통부 차관, 단풍, 선재의 아버지 종순의 남편
- 김혜옥: 이종순 역 - 단풍, 선재의 어머니, 기태의 아내

### 지영이네 집
- 서승현: 황달래 역 - 지영의 큰고모, 재복의 누나, 미애의 이복언니
- 김성환: 황재복 역 - 지영의 아버지, 달래의 남동생, 미애의 이복오빠, 동물병원 원장
- 이자영: 황미애 역 - 단역배우, 지영의 작은고모, 달래와 재복의 이복여동생, 달현의 전 아내
- 故 한경선: 지금자 역 - 달래와 재복의 고향 동생, 재복의 재혼 상대

### 달현이네 집
- 김찬우: 오달현 역 - 이벤트 회사 공동사장, 동지의 이복 남동생, 미애의 전 남편, 백호의 외삼촌
- 에바 포피엘: 쏘냐 역 - 카자흐스탄 출신 외국인 노동자, 달현의 연인
- 박준목: 오찬 역 - 미애와 달현의 아들

### 그 외 인물
- 이중문: 장현우 역 - 성형외과 의사, 백호의 친구, 짝사랑했던 단풍에게 파혼당함
- 이상윤: 서우진 역 - 봉쥬르 식품 제품연구소 연구원, 지영의 연인
- 김원배: 신용진 역 - 봉쥬르 식품 마케팅 2팀 부장
- 윤주희: 서주경 역 - 봉쥬르 식품 마케팅 2팀 사원, 백호를 짝사랑함
- 최승경: 윤경훈 역 - 봉쥬르 식품 마케팅 2팀 대리
- 서윤재: 고미숙 역 - 봉쥬르 식품 마케팅 2팀 대리
- 이슬이: 황용순 역 - 봉쥬르 식품 마케팅 2팀 인턴
- 박상오: 반을수 역 - 지영의 동물병원 애견미용사
- 백승희: 이수정 역 - 스튜어디스, 백호의 첫 소개팅녀
- 권오현 - 이벤트 회사 공동사장
- 이종구: 김형석 역 - 봉쥬르 식품 제품연구소 수석 연구원, 우진의 직장상사
- 남윤정: 케이 정 역 - 현우의 어머니, 디자이너
- 김석옥: 최봉순 역 - 봉래의 동생
- 박정우: 박인석 역 - 봉쥬르 식품 기획팀장
- 조동희
- 이수완
- 강철성
- 이윤정
- 이성호
- 지일주
- 조성희
- 김경애
- 이정서
- 이강지

## 시청률
- AGB닐슨 미디어리서치에 따르면, 26.8%로 출발한[2] 미우나 고우나의 평균 시청률은 35.4%, 최종회 시청률이자 최고 시청률은 44.2%이다. 이는 2000년 이후 역대 KBS 1TV 일일극 중 1위에 해당하는 기록이다.[3]
- 방영 한 달이 채 되지 않은 2007년 9월 27일 30%를 돌파하였으며, 방영 5개월째인 2008년 1월 2일 40%를 돌파하였다.[4]
- 평균 39.7%의 시청률로 2008년 방영된 프로그램 중 1위를 차지하였으며 최종회에서 50.5%라는 2008년 분단위 최고시청률 기록도 세웠다.[5]

## 결방 사유 및 편성 변경
- 2007년 10월 4일: 2007년 남북정상회담 관련 프로그램 편성으로 인해 결방[6]
- 2007년 12월 6일: 대한민국 제17대 대통령 선거 후보자 토론회 방송 편성으로 인해 저녁 7시 15분으로 편성 변경
- 2007년 12월 11일: 대한민국 제17대 대통령 선거 후보자 토론회 방송 편성으로 인해 저녁 7시 25분으로 편성 변경
- 2007년 12월 19일: 대한민국 제17대 대통령 선거 개표 방송 편성으로 인해 결방
- 2008년 4월 9일: 대한민국 제18대 국회의원 선거 개표 방송 편성으로 인해 결방
- 당초 《미우나 고우나》의 방영 분량이 150부작에서 18회 연장되어 168부작으로 변경되고,[7] 한 번 더 5회가 추가되어 173부작으로 변경되었으나[8] 이후 한 차례의 결방으로 172부작으로 확정되었다.

## 수상 경력
- 2007년 KBS 연기대상 일일극부문 여자 우수 연기상 한지혜
- 2007년 KBS 연기대상 남자 신인 연기상 김지석
- 2007년 KBS 연기대상 여자 조연상 김혜옥

## 참고 사항
- 황미애 역의 이자영은 99년 SBS에서 방영된 똑같은 제목의 드라마에 출연했던 특이한 인연을 맺은 바 있었다.[9]
- 출연진 중의 한 명이었던 서승현과 담당 PD 이덕건은 옛날 KBS 1TV 일일극 <서울 뚝배기>에서 연기자-조연출자[10]로 호흡을 맞춘 바 있다.
- 폭발적인 시청률로 방송사의 효자 노릇을 톡톡히 하였지만, 권선징악이라는 원론적인 구조의 틀에서 벗어나지 못하는 한계점을 드러냈으며 기존 일일극 해피엔딩과 큰 차이점이 없는 결말로 인해 차별화하는 데 있어 큰 성과를 거두지 못했다는 평이 있었다.[1]